# Balyktjy
Rybatjje (ryska: Балыкчи, Рыбачье) är en ort i Kirgizistan.   Den ligger i oblastet Ysyk-Köl Oblusu, i den centrala delen av landet, 140 km öster om huvudstaden Bisjkek. Rybatjje ligger 1 641 meter över havet och antalet invånare är 40 000.
Terrängen runt Rybatjje är platt åt sydost, men åt nordväst är den kuperad.  Rybatjje är det största samhället i trakten. Trakten runt Rybatjje består i huvudsak av gräsmarker.